# Rafael Braga
Rafael Braga Vieira (Rio de Janeiro, 31 de janeiro de 1988) é um catador de recicláveis brasileiro reconhecido como único condenado em circunstância relacionada aos protestos no Brasil em 2013. Respondeu a dois casos que ficaram notórios pelos indícios de falha processual e abuso de autoridade, um por porte ilegal de artefato incendiário e outro por tráfico de drogas e associação ao tráfico.

## Biografia

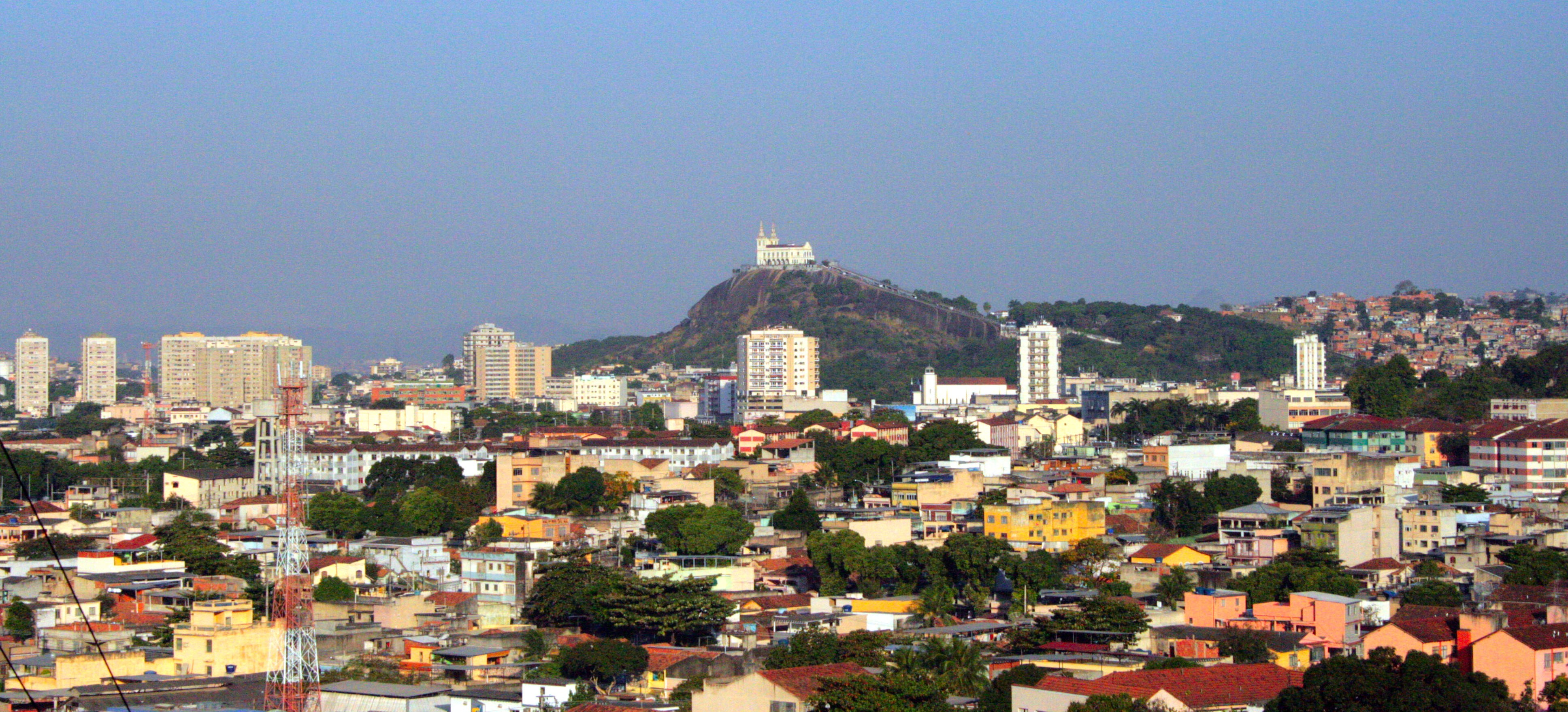
Bairro da Penha, na Zona Norte da cidade do Rio de Janeiro.

Rafael é filho de Reginaldo Pião Vieira e Adriana Oliveira Braga, constituindo com sua mãe e mais sete irmãos uma família pobre do bairro da Penha, na cidade do Rio de Janeiro. Passou parte da vida em Aracaju. Estudou até a quinta série do ensino fundamental e abandonou a escola. Era usuário de crack e morava nas ruas da capital fluminense. Foi preso em flagrante em setembro de 2006 no Rio de Janeiro por tentativa de roubo e condenado em 19 de janeiro de 2008 a quatro anos, cinco meses e dez dias de reclusão em regime inicial semiaberto e dez dias-multa. Foi novamente preso em flagrante em setembro de 2008 no Rio de Janeiro por tentativa de roubo combinada com corrupção ativa e condenado em 11 de março de 2009 a dois anos de reclusão em regime inicial fechado e cinco dias-multa. Nas duas ocasiões, não foram usadas armas de fogo. Em 2013, estava em liberdade condicional e trabalhava como catador de lixo e objetos usados, revendendo o material na feira de objetos usados na Praça XV, no Centro da cidade do Rio de Janeiro, e na feira do Morro da Providência, arrecadando até 500 reais por semana.

## Acusações

### Porte ilegal de artefato incendiário

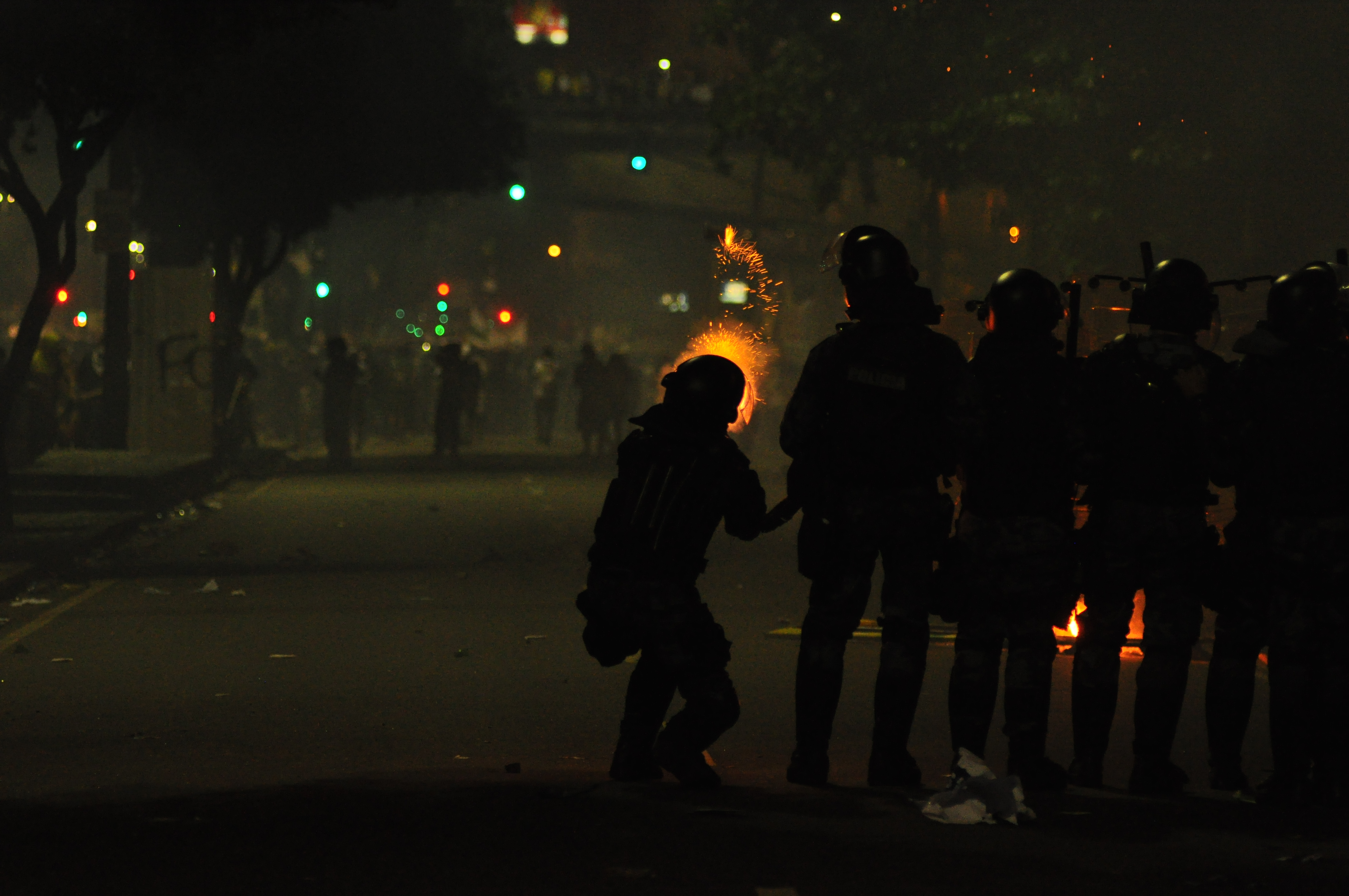
Policiais atiram bombas de gás contra manifestantes na Avenida Presidente Vargas durante o protesto de 20 de junho de 2013.

Um dos protestos no Brasil em 2013 ocorrido no Centro do Rio de Janeiro em 20 de junho reuniu 300 mil pessoas e resultou na prisão de cinco adultos e apreensão de três menores. Durante esse protesto, Rafael Braga entrou com uma mochila numa loja abandonada cuja porta havia sido arrombada duas semanas antes, em frente à Delegacia de Proteção à Criança e ao Adolescente (DPCA) e próxima à Estação Central do Brasil, na Avenida Presidente Vargas, e de lá saiu carregando dois frascos de plástico de produtor de limpeza à base de álcool, sendo a única pessoa nas proximidades com frascos na mão. Dois policiais civis da DCAV abordaram Braga e contaram em depoimento que Braga lhes falou que estaria participando da manifestação. Eles detiveram Braga por orientação da então chefe da Polícia Civil, Martha Mesquita da Rocha. No dia 22, Braga foi levado à Cadeia Pública Cotrin Neto, em Japeri, onde Braga diz ter ficado numa cela com mais de cem pessoas que tinham que dormir no chão e muitas vezes se alimentando de comida estragada.
Em depoimento de um dos agentes, Eduardo Vieira Vieitos, um dos frascos continha substância incolor com odor semelhante ao de álcool etílico e o outro, substância de odor muito forte não identificada. O mesmo policial relatou que havia estopins de flanelas amarradas aos gargalos das garrafas. O outro policial, Erick Duarte Correa, relatou que o material aparentava ser coquetéis molotov. Em setembro, a Defensoria Pública do Rio de Janeiro entrou com pedido de revogação da prisão preventiva do acusado, negado pelo juiz da 32ª Vara Criminal no dia 27 daquele mês. Os laudos dos técnicos em explosivos e desativação da Polícia Civil atestaram que um dos frascos apresentados pelos policiais, de desinfetante Pinho Minuano, continha 400 mililitros de um líquido incolor, inflamável, identificado como etanol que poderia "ser utilizado como combustível em incêndios, com capacidade para causar danos materiais, lesões corporais e o evento morte", e o outro frasco, de água sanitária Barra, continha 600 mililitros de um líquido branco, não inflamável, identificado como água sanitária, ambos os recipientes dotados de pavios, porém com "mínima aptidão para funcionar como 'coquetel molotov'". Ao mesmo tempo, o laudo descreve que os frascos, feitos de plástico, não funcionaria como coquetéis molotov por não poderem se estilhaçar. A denúncia do Ministério Público do Estado do Rio de Janeiro disse que Braga tinha a intenção de arremessar os frascos contra policiais que agiam nas manifestações.
Braga negou que soubesse da realização de um protesto para aquele dia e lugar e que estivesse participando do protesto ou provocando danos e disse estar, no dia da prisão, voltando do trabalho como catador na loja abandonada que ele usava como moradia, onde encontrou os frascos intactos, e os pegou para tirá-los do local onde dormiria e levá-los para uma tia, quando foi chamado pelos policiais e atravessou a via com os recipientes nas mãos para atender ao chamado. Na sequência, segundo Braga, os policiais o abordaram, dizendo "Vêm cá, ô moleque", "Aí, neguinho... ô moleque. O que você tem aí?" ,"Ah, cara, você tá com coquetel molotov?" "Você tá ferrado, neguinho", no que respondeu não saber o que era um coquetel molotov. Em seguida, um dos policiais teria pegado as garrafas e lhe dado um tapa no rosto preso e levado para a 5ª Delegacia de Polícia, onde teria sido espancado no estacionamento. Enquanto eram colhidas suas impressões digitais, Braga disse ter visto uma dos frascos cheio até metade, com o que supôs ser álcool ou gasolina, e um pano da boca do recipiente. Em entrevista ao Estadão, Braga disse que os frascos que ele portava eram do desinfetante Pinho Sol e de água sanitária, diferentes dos que os policiais apresentaram como prova; já ao Terra, disse que as garrafas eram as mesmas, mas foram esvaziadas pelos policiais.
O promotor de Justiça denunciante, Felipe Rafael Ibeas, classificou a versão de Braga como "pueril" e "desarrazoada", no que foi futuramente seguido pelo juiz como "pueril" e "inverossímil". Em 2 de dezembro de 2013, o juiz Guilherme Schilling Pollo Duarte, da 32ª Vara Criminal do Rio de Janeiro, condenou Braga a cinco anos de prisão em regime inicial fechado, sendo quatro anos por porte ilegal de artefato incendiário (Artigo 16, Parágrafo Único, Inciso III do Estatuto do Desarmamento), considerando o risco à incolumidade das pessoas reunidas pacificamente, e um ano por reincidência, mais pagamento de dez dias-multa, cada um no valor de um trinta-avos de salário mínimo, e das custas processuais. O juiz impôs prisão cautelar até o final dos recursos em função das condenações anteriores do réu e de, segundo o magistrado, Braga estar evadido do regime prisional, o que não constava no momento em sua folha de antecedentes. O juiz também determinou a destruição das provas do processo.

Ativistas protestam com faixas e cartazes no Tribunal de Justiça do Rio de Janeiro pela liberdade de Rafael Braga Vieira em 26 de agosto de 2014

Em meados do mesmo mês, Braga foi transferido para o presídio de Bangu 5, no Complexo Penitenciário de Gericinó. Braga dividiu uma cela com outras setenta pessoas e teve direito a duas horas de sol por dia. Segundo ele, recebia chutes e socos de agentes penitenciários sem motivo ou quando não os chamava de "senhor", "Mas se você não agir com displicência, é tranquilo", denúncia que a Corregedoria da Secretaria de Administração Penitenciária (Seap) informou que apuraria. Émerson Luís Neves Paiva, diretor do presídio, disse ao Estadão que conhecia Braga por este ter cumprido um ano e oito meses de prisão. Sobre Braga, Paiva afirmou que "Ele é um sujeito tranquilo, não devia mais nada" e que a falha do condenado foi não comparecer em juízo para assinar presença exigida, perdendo o benefício da liberdade condicional. No cárcere, Braga declarou em entrevista ao portal Terra em fevereiro de 2014, em decorrência de uma manifestação em frente ao presídio pela libertação de presos nos protestos de 2013, que até então não teve nenhum contato com manifestantes nem fazia ideia das motivações da manifestação fora do presídio. Também disse ter tido pouco contato com advogados que atuavam na defesa de outros presos nos protestos e não ter informações sobre a mãe e os irmãos desde o dia da prisão. Um funcionário do presídio contou que Braga, para garantir a própria segurança, estava uma parte do local destinada a uma facção de presos da região de sua família. Em meados de 2014, Braga ganhou o direito de progredir para o regime semiaberto, mas dependia de conseguir uma bolsa de estudos ou um trabalho.
No recurso de apelação, a defesa sustentou que, devido ao laudo apontar mínima aptidão para atuar como material incendiário, "Dentro de uma lógica jurídica que trabalha com sim ou não, se é mínima ou ínfima, a resposta é não", além de considerar absurda a configuração de crime por portar substâncias livremente comercializadas no Brasil e que teria sido violado o direito constitucional da presunção da inocência. Em 26 de agosto de 2014, a 3ª Câmara Criminal do Tribunal de Justiça do Rio de Janeiro negou recurso pedido de absolvição, feito pelo Instituto de Defensores de Direitos Humanos (DDH) em defesa de Braga, acolhendo apenas o pedido de redução da pena de cinco anos para quatro anos e oito meses, sem possibilidade de recorrer em liberdade. Devido ao bom comportamento durante o regime fechado, Braga conseguiu um trabalho formal de auxiliar de serviços gerais em 21 de outubro daquele ano, passando a ter a pena reduzida em um dia para cada três dias de trabalho, e foi transferido para o Instituto Penal Coronel PM Francisco Spargoli Rocha, em Niterói, onde passava o tempo lendo, assistindo à televisão e jogando futebol.
Um recurso extraordinário e um especial referente à condenação em primeira instância chegaram ao Supremo Tribunal Federal em 2015, porém, não foram aceitos.

#### Solitária devido a fotografia
Em 30 de outubro de 2014, ao voltar do trabalho como faxineiro no escritório de advocacia que fazia sua defesa para o instituto penal, Braga posou para uma fotografia ao lado do portão do presídio, em cujo muro estava grafado havia um ano a frase "Você só olha da esquerda p/ a direita, o Estado te esmaga de cima p/ baixo!!!", sendo a imagem postada na página do Facebook do DDH. A diretora do instituto penal o puniu com dez dias de permanência numa cela solitária, por considerar que Braga infringiu o Inciso XV do Artigo 59 do Regulamento do Sistema Penal do Estado do Rio de Janeiro — "veicular de má-fé, por meio escrito ou oral, crítica infundada à administração prisional;". Consequentemente, Braga não pôde mais sair do instituto para trabalhar. O caso foi divulgado por funcionários da Seap que, através de sua assessoria, declarou que "foi aberta uma Comissão Técnica de Classificação (CTC), responsável em aplicar a sanção, devido a uma falta disciplinar". Um dos advogados do DDH, Thiago Mello, e a secretária-adjunta da Ordem dos Advogados do Brasil (OAB) no estado do Rio de Janeiro, Fernanda Tórtima, disseram que não existe na legislação qualquer tipo de punição a presos por manifestação de pensamento, e o representante da OAB no Conselho de Administração Penitenciária, Mario Miranda Neto, considerou "absurdas" as possibilidades de interpretações da Lei de Execução Penal para que Braga fosse punido, complementando que "A lógica do sistema prisional é de que qualquer pessoa que reclama do Estado é mau. Mas a atitude não é representativa dos funcionários da Seap".
Por conta do ocorrido, o Ministério Público do Estado do Rio de Janeiro (MPRJ) pediu a regressão do regime semiaberto para fechado por considerar que houve evasão. A Vara de Execuções Penais do Rio de Janeiro, porém, entendeu que a evasão não ocorreu, acolhendo integralmente o pedido dos advogados do DDH para Braga permanecer no regime semiaberto e trabalhar. Em 1º de dezembro do mesmo ano, Braga obteve o direito de cumprir prisão domiciliar na casa dos familiares com uso de tornozeleira eletrônica.

### Tráfico de drogas e associação ao tráfico
Na manhã de 12 de janeiro de 2016, Braga foi novamente preso em flagrante, desta vez na Penha por policiais militares da 7ª Unidade de Polícia Pacificadora (UPP), sob a acusação de tráfico de drogas, associação ao tráfico e colaboração com o tráfico, e em seguida levado à delegacia da Penha.
Segundo os policiais, eles escoltavam trabalhadores que  implantavam a blindagem do posto policial da Vila Cruzeiro quando foram acionados por uma guarnição de que um grupo de pessoas estaria traficando drogas ilícitas na Rua 29 da localidade conhecida como Sem-Terra. Segundo os policiais, o lugar onde Braga estava seria um ponto de venda de drogas ilegais. Ao identificar Braga como o suspeito, os PMs teriam aprendido com este o saco plástico contendo material semelhante a entorpecente e um rojão, do qual Braga teria tentado se livrar jogando-o no chão, mas que acabou sendo apresentado na delegacia. O primeiro PM a depor, Pablo Vinícius Cabral, contou ter visto o grupo correndo e Braga, parado, com um saco plástico em mãos. Cabral disse que Braga foi levado à UPP local antes de ser levado à delegacia, versão que coincide com a do acusado, bem como disse que este foi acomodado na caçamba da viatura. Já o PM Victor Hugo Lago, que participou da mesma ação, disse que Braga foi levado diretamente à delegacia sentado no banco traseiro da viatura. Outros três PMs que chegaram ao local da prisão após a abordagem testemunharam contra Braga. O entorpecente foi identificado como sendo 0,6 grama de maconha. Também constam em laudo policial 9,3 gramas de cocaína, cuja existência foi negada pelas assessorias da Polícia Pacificadora e da Polícia Civil. Na denúncia do MPRJ, Braga "com consciência e vontade", estaria trazendo os entorpecentes "distribuídos em seis cápsulas plásticas incolores e duas embalagens plásticas fechadas por grampo, contendo a inscrição "CV-RL/Pó 3/Complexo da Penha" e estaria "associado a outros indivíduos não identificados" da facção criminosa Comando Vermelho, cuja sigla CV constava no material apresentado como prova.

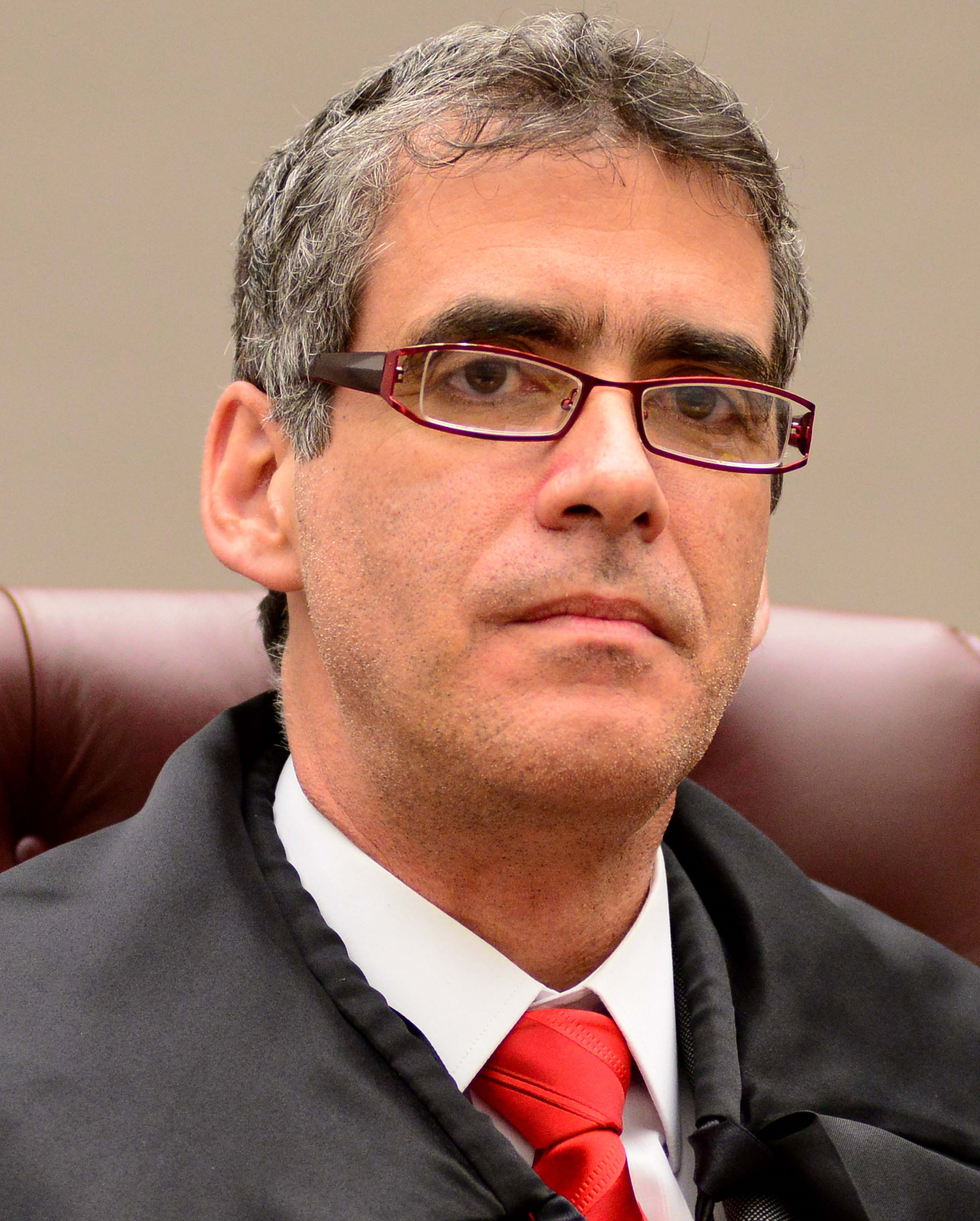
O ministro Rogerio Schietti Cruz, do Superior Tribunal de Justiça, concedeu liminarmente prisão domiciliar a Rafael Braga em setembro de 2017, devido à saúde do réu.

Braga declarou em depoimento que havia saído de casa para comprar pão para sua mãe, levando apenas uma cédula de dois reais e uma moeda de um real, quando foi abordado "com arrogância" pelos policiais e levado para o quintal de uma casa. O acusado ainda declarou que os policiais teriam lhe socado na altura do estômago, apontado contra ele um fuzil perguntando quem seriam os "meliantes do movimento", no que Braga teria respondido ser trabalhador, e que os PMs o teriam ameaçado de "colocar como sua uma pistola, uma sacola com drogas, fogos de artifício e que iriam 'lhe comer'", o que foi entendido como uma ameaça de estupro. Após ser algemado, Braga relatou ter sofrido "deboches e muitos chutes". À Justiça, Braga relatou: "Mandaram eu abrir a mão, abriram o plástico, botaram pó na minha mão, me forçando a cheirar. Mas eu não cheirei. Aí me levaram para a 22ª DP e apresentaram essas drogas, que não eram minhas não. Nunca participei [de tráfico], nunca vendi droga na minha vida".
No dia seguinte ao flagrante, Braga teve decretada sua prisão preventiva. Ele ficou preso na Penitenciária Alfredo Tranjan, no Complexo Penitenciário de Gericinó.
A defesa do réu sustentou que "Não é possível uma convivência entre associação e colaboração segundo código penal". O MPRJ denunciou Braga por tráfico e associação ao tráfico. Por conta das contradições nos depoimentos dos militares, a defesa de Braga solicitou à Justiça o registro do sistema de posicionamento global (GPS) de sua tornozeleira eletrônica e da câmera da viatura usadas no dia da prisão, no que o juiz Ricardo Coronha Pinheiro, da 39ª Vara Criminal do Rio de Janeiro, negou por considerar os registros desnecessários. Segundo os advogados de Rafael, o juiz violou o direito de defesa do acusado: “Além de violar a ampla defesa, o contraditório e a igualdade processual entre as partes, o juiz revelou sua parcialidade e demonstrou já ter formado a convicção de que Rafael é culpado”, afirmou o advogado Ednardo Mota . A defesa arrolou como testemunha uma vizinha da família, que afirmou ter visto Braga no momento da prisão sem nenhum saco plástico e tê-lo visto ser agredido e arrastado pelos policiais para fora de seu campo de visão, declaração dentre as quais, para o juiz, "visavam tão somente eximir as responsabilidades criminais do acusado Rafael Braga em razão de seus laços com a família do mesmo e por conhecê-lo 'por muitos anos' como vizinho". O exame de integridade física de Braga após a prisão não constatou "vestígios de lesões filiáveis ao evento alegado".
Em 20 de abril de 2017, Braga foi condenado pelo juiz Ricardo Coronha Pinheiro a onze anos e três meses de reclusão em regime inicial fechado e pagamento de 1.687 dias-multa por tráfico de drogas e associação ao tráfico. Na sentença, o magistrado entende que "Não há nos autos qualquer motivo para se olvidar da palavra dos policiais, eis que agentes devidamente investidos pelo Estado, cuja credibilidade de seus depoimentos é reconhecida pela doutrina e jurisprudência. Os testemunhos dos policiais acima referidos foram apresentados de forma coerente, neles inexistindo qualquer contradição de valor, já estando superada a alegação de que uma sentença condenatória não pode se basear neste tipo de prova".
A defesa de Braga impetrou pedido de habeas corpus para seu cliente recorrer em liberdade, tomando como "paradigma" a recente libertação do ex-ministro-chefe da Casa Civil José Dirceu, que também havia sido condenado a onze meses de prisão em regime inicial fechado. Em 8 de agosto, a 1ª Câmara Criminal do Tribunal de Justiça do Rio de Janeiro negou o habeas corpus, com votos contrários dos desembargadores Katya Monnerat e Antônio Boente e voto favorável de Luiz Zveiter.
Os advogados também apresentaram recurso de apelação ao Tribunal de Justiça, o qual foi julgado no dia 12 de dezembro de 2017, ocasião em que a 1ª Câmara Criminal do TJRJ manteve a condenação de primeira instância, por maioria de 2x1. Duas desembargadoras, a relatora a Katya Monnerat e Maria Sandra Kayat, votaram por confirmar integralmente a sentença contra Rafael, e um desembargador, Marcus Henrique Pinto Basilio, divergiu, considerando que não havia provas suficientes para a condenação pelo crime de associação ao tráfico de drogas e que Rafael, portanto, deveria ser absolvido desta imputação, além de defender que a pena aplicada pelo delito de tráfico de drogas era excessiva. A divergência oportunizou a interposição do recurso de embargos infringentes, que ainda não foi julgado.
A Seap confirmou que Braga foi diagnosticado com tuberculose e internado em 22 de agosto no Hospital Penal Dr. Hamilton Agostinho Vieira de Castro, no Complexo Penitenciário de Gericinó.
Após a defesa pedir habeas corpus ao Superior Tribunal de Justiça com base no diagnóstico de tuberculose, o ministro Rogerio Schietti Cruz decidiu liminarmente que, "enquanto perdurar o agravado estado de saúde do paciente, é imperioso o seu afastamento da unidade prisional em que cumpre pena", concedendo-lhe prisão domiciliar. Cruz entendeu que Braga vivia sob "coação ilegal", em situação "extremamente precária" na penitenciária, com superlotação, sujeira e pragas, e sem medicamentos ou profissionais de saúde. No mesmo dia do julgamento do recurso de apelação pelo Tribunal de Justiça do Estado do Rio, a Sexta Turma do STJ, em decisão unânime, confirmou a decisão liminar anteriormente deferida, considerando a superlotação e as condições insalubres do presídio, para permitir que Rafael permaneça em casa trantando a tuberculose que adquiriu no cárcere.

## Repercussão
Devido às circunstâncias do indiciamento por porte ilegal de artefato incendiário, o grupo de ativistas Anonymous exigiu a libertação de Braga. A organização não governamental Justiça Global encaminhou o nome de Rafael Braga e de outros presos em manifestações à Comissão Interamericana de Direitos Humanos e o DDH encaminhou denúncia sobre o caso a organismos internacionais de direitos humanos na Organização das Nações Unidas, com o argumento de que Braga não tem engajamento político e não participou de nenhum movimento. Em abril de 2014, a Anistia Internacional criou a campanha #ProtestoNãoÉCrime e emitiu o relatório Proteção do direito de protesto no Brasil. Ativistas de outros países aderiram à campanha Pela Liberdade de Rafael Braga e realizaram atividades que discutiram a "seletividade do sistema penal brasileiro, discriminação racial e questões sociais". Também aderiram ao movimento artistas como os rappers Criolo e Emicida. O Instituto Tomie Ohtake, junto com o Instituto de Defesa do Direito de Defesa, realizou entre junho e julho 2017 a mostra Osso - Exposição-apelo ao amplo direito de defesa de Rafael Braga, com 32 obras de arte sobre abusos policiais.
Quando da prisão por tráfico, o DDH entendeu que "a visibilidade da tornozeleira eletrônica reforçou nos policiais responsáveis pela prisão o preconceito e o tratamento seletivo e arbitrário dispensados sabidamente a negros, pobres e moradores de favelas". A BBC assinalou na reportagem em inglês Rafael Braga: Bode expiatório ou manifestante perigoso? que Braga "se tornou a face de uma batalha em andamento para acabar com a discriminação pelas autoridades da Justiça criminal contra homens jovens, pobres e negros". Na mesma matéria, a mãe de Braga diz que "Ele saiu por dez minutos para comprar pão. Tem outras pessoas que o viram, mas estão com medo" de testemunhar e que, na prisão, "Ele não tem nem um pedaço de pão seco".
A edição brasileira do site do jornal El País destacou que Braga "virou um símbolo da injustiça também presente no sistema penal brasileiro". O delegado Orlando Zaccone, responsável pela investigação do Caso Amarildo, disse na mesma reportagem que "Se discute se o flagrante foi forjado ou não quando, na verdade, nunca vamos ter certeza sobre isso porque é a palavra de um contra outro. Mas podemos questionar a forma como os flagrantes são constituídos no Brasil, onde o depoimento da polícia é o único que vale para identificar um criminoso hediondo. No Brasil basta um garoto negro e pobre com uma pequena quantidade drogas que já é considerado traficante, enquanto você, jornalista branca, seria identificada como usuária". Ele também criticou que “um dos nossos problemas é que a qualidade da polícia do Brasil se mede pelo número de prisões. É uma política de números que incentiva possíveis flagrantes forjados. Mas não é bem assim que mede-se a qualidade da prestação de um serviço como esse em outros países. Se a polícia está prendendo muito não é bom sinal, porque isso significa que não esta fazendo o trabalho mais importante que é a prevenção”.
O advogado de defesa de Braga, Carlos Eduardo Martins, destacou que as duas condenações têm duas características em comum: a base nos depoimentos de policiais e o entendimento de "personalidade voltada para a criminalidade". "A maioria das fundamentações dos tráficos de droga no Rio partem da súmula 70 do Tribunal, que diz que a palavra dos policiais é suficiente quando é prova única para condenar alguém. Como policiais que têm atuação de flagrante forjado vão admitir o flagrante? É algo que vulnerabiliza a defesa. Enfrentar um tema sumulado em toda essa conjuntura é muito mais complicado", disse Martins.
Com a repercussão do caso de Breno Fernando Solo Borges, filho da presidente do Tribunal Regional Eleitoral do Mato Grosso do Sul, Tânia Freitas, solto após ser preso 130 quilos de maconha e com munições e posteriormente transferido para uma clínica para tratamento de transtorno de personalidade limítrofe (borderline), o debate sobre a condenação de Braga a onze anos de reclusão por tráfico de 0,6 grama de maconha voltou à tona.